# Akčagiljsko more
Akčagiljsko more (ruski: Акчагыльское море) je drevno more nazvano po Akčagilu (ruski: Акчагыл) na Krasnovodskom poluotoku. Postojalo je u pliocenu prije 3,4 – 1,8 milijuna godina na mjestu današnjega Kaspijskoga jezera. Naslage ovog mora istražio je Nikolaj Ivanovič Andrusov. Izvorno je nastao na mjestu presušenog Pontskog mora, iz kojega je na jugu sadašnjega Kaspijskoga jezera ostalo Balahansko jezero (ruski: Балаханское озеро). Akčagiljsko more, naprotiv, poplavljivalo je kaspijsku obalu te se duboko prostiralo na sjeveru sve do današnjega Kazanja i povezuje s Crnim morem kroz Kumo-maničku udolinu. Na jugoistoku Akčagiljsko more prodiralo je duboku u Karakum i postupno ka Kopet-Dagu. Akčagiljsko more zamijenjeno je Apšeronskim moru.

## Vanjske poveznice
- Karta na ruskoj wikipediji na kojoj je Akčagiljsko more označeno kao Акчагыльское море
- Акчагальское (Акчагыльское) море
- Акчагыльское море
- Акчагыльская трансгрессия